# Paraná de Jacurapá
Der Paraná de Jacurapá ist ein etwa 352 km langer rechter Nebenfluss des Río Putumayo im kolumbianischen Departamento de Amazonas und im brasilianischen Bundesstaat Amazonas.

## Flusslauf
Der Paraná de Jacurapá entspringt in Kolumbien im Municipio Leticia südöstlich des Parque Nacional Natural Amacayacu 60 km nördlich der Kleinstadt Leticia im sogenannten Trapecio amazónico. Das Quellgebiet befindet sich auf einer Höhe von etwa 200 m etwas mehr als 2 km von der brasilianischen Grenze entfernt. Der Paraná de Jacurapá fließt anfangs 
20 km nach Osten und wendet sich im Anschluss nach Nordosten. Ab Flusskilometer 200 fließt er in überwiegend ostnordöstlicher Richtung. Er erreicht schließlich einen abgeschnittenen Altarm des Río Putumayo, dessen unteres Ende von einem südlichen Seitenarm des Río Putumayo durchflossen wird. Der Paraná de Jacurapá bildet in Brasilien die Gemeindegrenze zwischen Santo Antônio do Içá im Norden und den Municipios Tabatinga, São Paulo de Olivença und Amaturá im Süden. Der Fluss weist auf seiner gesamten Länge ein stark mäandrierendes Verhalten mit unzähligen Flussschlingen und Altarmen auf.

## Putumayo-Flussarm
Der Flussarm hat eine Gesamtlänge von 42 km. Er zweigt  45 km oberhalb der Putumayo-Mündung von diesem ab. Nach 3 Kilometern passiert der Flussarm den Altarm, in welchen der Paraná de Jacurapá fließt. Anschließend schlängelt sich der Flussarm südlich des Río Putumayo nach Osten. Nach weiteren 25 Kilometern touchiert der Flussarm das Südufer des Río Putumayo. Schließlich endet er  am Südufer des Río Putumayo, 12 km oberhalb dessen Mündung in den Amazonas.

## Einzugsgebiet
Der Paraná de Jacurapá entwässert eine Fläche von ungefähr 3350 km². Das Einzugsgebiet des Paraná de Jacurapá liegt zwischen den Flussläufen von Río Putumayo im Norden und dem des Amazonas im Süden. Im Nordwesten grenzt es an das Einzugsgebiet des Río Pureté. Das Gebiet besteht hauptsächlich aus tropischem Regenwald und aus Sumpfgebieten. Entlang dem Flusslauf befinden sich drei Eingeborenen-Reservate: Terra Indígena Évare I, Maraitá und Betânia.